# Ehrenzeichen des Landesfeuerwehrverbandes Berlin
Das Ehrenzeichen des Landesfeuerwehrverbands Berlin (LFV Berlin) wurde anlässlich des 10-jährigen Jubiläums der Vereinigung der Feuerwehrverbände von Ost- und West-Berlin vom Vorstand des Landesverbandes der Freiwilligen Feuerwehren Berlins e.V. gestiftet. Erstmals wurde das Ehrenzeichen im Oktober 2001 verliehen.
Die Auszeichnung wird für
- besondere Verdienste im Feuerwehrwesen
- mutiges Verhalten im Einsatz der Feuerwehr
- besondere Leistungen in der Verbandsarbeit verliehen.

## Stiftungszweck
Das Ehrenzeichen wird vom Landesverbandsvorsitzenden für besondere Verdienste im Feuerwehrwesen verliehen und kann als Zeichen der allgemeinen Anerkennung in Form eines Feuerwehr-Ehrenzeichens getragen werden.

## Stufeneinteilung

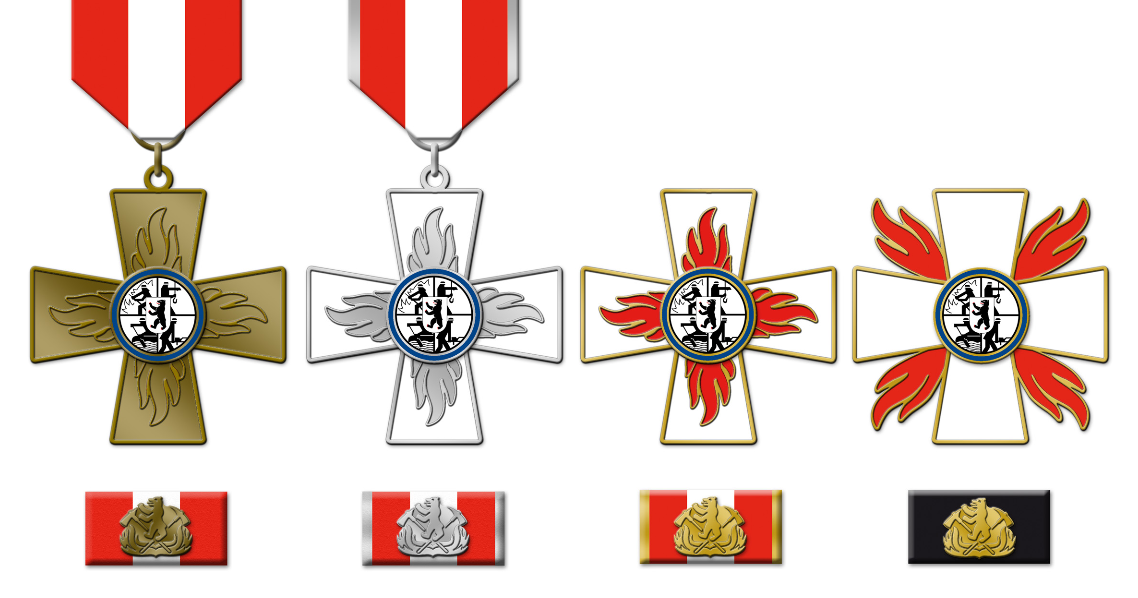
Darstellung des Feuerwehr-Ehrenzeichens Berlins in den vier Stufen hier mit Bandschnallen

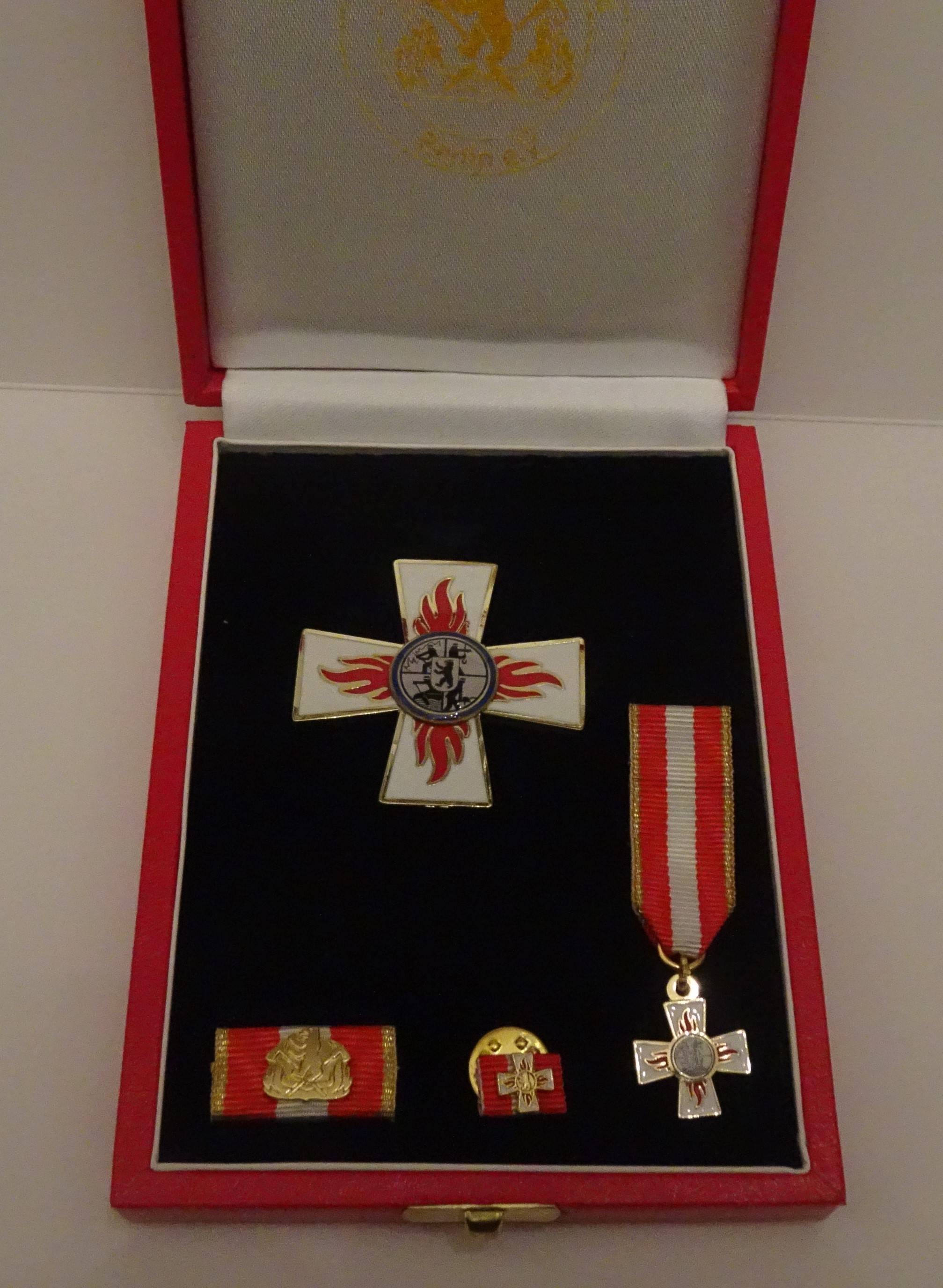
Ehrenzeichen als Steckkreuz, Bandschnalle, Bandsteg und Miniaturschluppe im Verleihungsetui

Die Stiftung des Ehrenzeichens erfolgte in vier Stufen, die da sind:
- 1. Stufe: Ehrenzeichen in Bronze (am Bande)
- 2. Stufe: Ehrenzeichen in Silber (am Bande)
- 3. Stufe: Ehrenzeichen in Gold (als Steckkreuz)
- 4. Stufe: Sonderstufe des Ehrenzeichens (als Steckkreuz)

Die Sonderstufe wird für herausragende Leistungen im Feuerlöschwesen und nur auf Vorschlag der Vorsitzenden verliehen. Diese Auszeichnung ist auf 20 lebende Träger begrenzt.

## Aussehen, Beschaffenheit und Trageweise
Das Ehrenzeichen des LFV Berlin ist ein Kreuz mit Flammen bzw. mit diagonal zum Kreuz verlaufenden Flammen. Auf der Vorderseite des Kreuzes ist mittig das Landeswappen von Berlin aufgelegt, mit einem Hintergrund in Berliner Blau. Es ruht auf dem Feuerwehrsymbol Retten-Löschen-Bergen-Schützen.
- Die Feuerwehr-Ehrenzeichen sind mittig auf der linken oberen Brustseite des Dienstanzuges in gleicher Höhe nebeneinander zu tragen. Die Feuerwehr-Ehrenzeichen werden nur in seiner höchsten verliehenen Stufe getragen. Die Ehrenzeichen als Steckkreuz sollen als Originalauszeichnung getragen werden.
- Die Bandschnalle des Feuerwehr-Ehrenzeichens trägt das Verbandssignet des LFV Berlin in der jeweiligen Farbe Bronze/Silber/Gold, mittig auf rot-weiß-roten Band. Die Bandschnalle zum Ehrenzeichen ist für die Uniformjacke über der linken Brusttasche der Dienstkleidung, jedoch nicht gemeinsam mit dem Feuerwehr-Ehrenzeichen zu tragen.

## Verleihung
Es können maximal 10 Auszeichnungen im Jahr verliehen werden. Die Mitglieder des Vorstandes können fünf weitere Stufen beantragen.

## Vorschlagberechtigung
Die Vorschlagberechtigung für die Verleihung des Ehrenzeichens obliegen dem Vorstand des Landesfeuerwehrverbandes sowie dem Landesbeauftragten und den Wehrleitern der Freiwilligen Feuerwehren Berlins. Die eingereichten Vorschläge sind der Geschäftsstelle des Landesfeuerwehrverbandes zuzuleiten.

## Verleihungspraxis
Alle Ausgezeichneten erhalten mit Aushändigung des Ehrenzeichens eine Urkunde mit Unterschrift des Vorsitzenden des Landesfeuerwehrverbandes. Die Überreichung erfolgt durch den Vorsitzenden des Landesfeuerwehrverbandes oder eines der Mitglieder des Vorstandes. Das Ehrenzeichen selber geht mit Verleihung in das Eigentum des Beliehenen über. Im Falle seines Todes, verbleibt es seinen Hinterbliebenen als Andenken. Eine Rückgabepflicht besteht nicht.

## Sonstiges

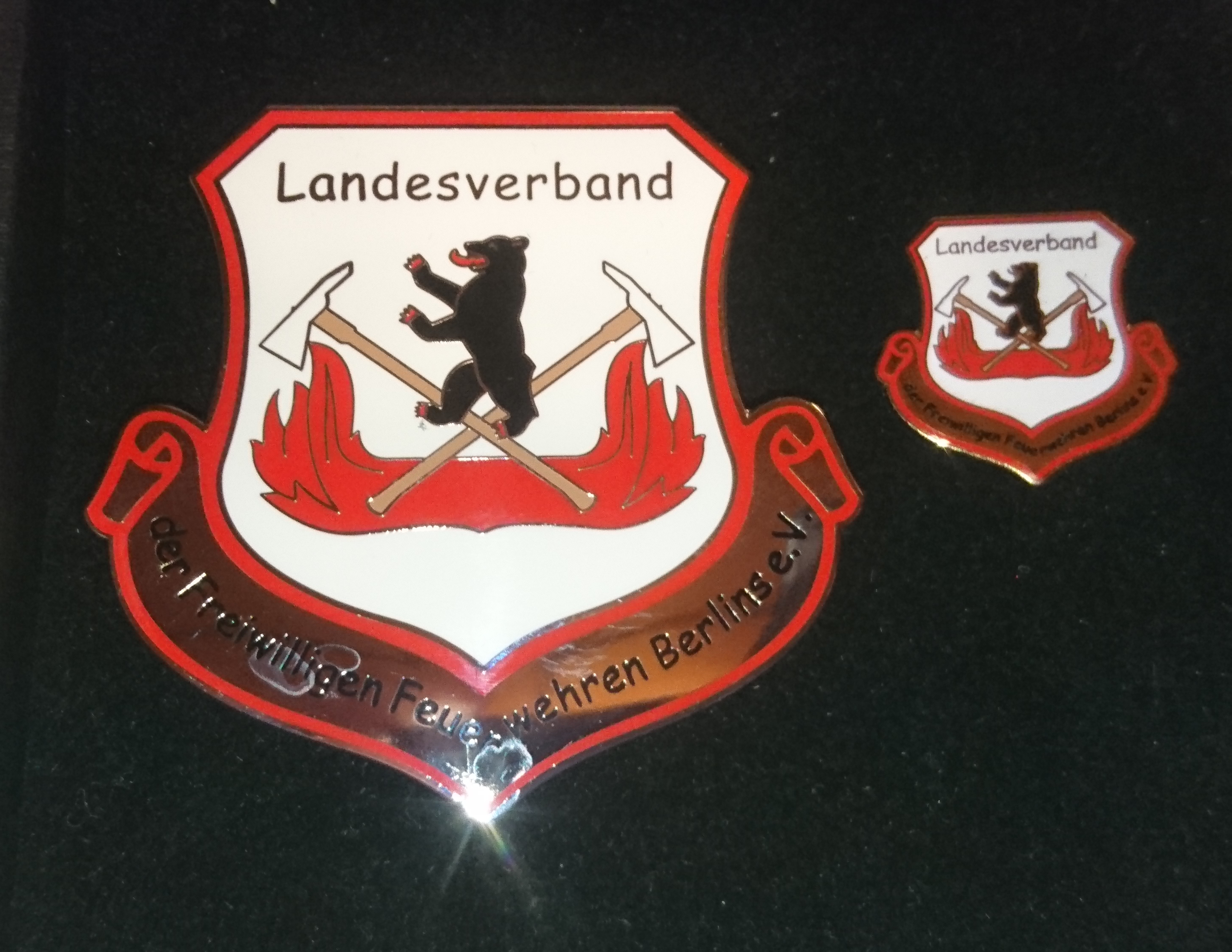
Das erste EZ des LV der FF Berlins in Silber und Gold bis 2017

Im Jahr 2014 bei der Umbenennung zum Landesfeuerwehrverband Berlin e.V. wurde das Ehrenzeichen um die Stufe Bronze erweitert. Anlässlich des 60. Geburtstags des LFV Berlin wurden die aktuellen Ehrenzeichen vom Vorstand gestiftet.